# Vladimír Špidla
Vladimír Špidla (născut la 21 aprilie 1951 la Praga) a fost prim-ministru al Republicii Cehe între 12 iulie 2002 și 19 iulie 2004, în guvernul de coaliție format din Partidul Social Democrat Ceh (al cărui membru era) (ČSSD), Creștin-Democrați și Uniunea Libertății. 